# Yapees
Het Yapees is een taal die door iets meer dan 6000 mensen wordt gesproken op Yap, een archipel die deel uitmaakt van de Federale Staten van Micronesia.
Het Yapees behoort tot de Austronesische talen en meer in het bijzonder tot de Oceanische talen. Het is niet zeker of het ook verwant is aan de op de Admiraliteitseilandentalen.
Een van de typische kenmerken van de fonologie van het Yapees is het veelvuldig voorkomen van glottisslagen, zowel aan het begin van woorden als in intervocale positie en aan het eind van woorden.
Om het Yapees op te schrijven wordt het Latijns alfabet gebruikt. Tot 1970 werd een Yapese glottaal niet weergegeven met behulp van een apart grafeem. In plaats daarvan werd aan het einde van woorden de klinker verdubbeld om de glottale klank weer te geven. Glottalisatie van medeklinkers werd voor de rest weergegeven met behulp van een apostrof.
In de jaren 70 werd er een nieuwe Yapese spelling doorgevoerd, waar een verdubbelde klinker een lange klinker voorstelde. Om ambiguïteit te vermijden werd voor de weergave van glottale medeklinkers het grafeem "q" geïntroduceerd, maar deze spelling is niet algemeen aanvaard. In teksten en kaarten over het eiland worden Yapese plaatsnamen met behulp van de nieuwe Yapese spelling weergeven, hetgeen voor sommigen verwarrend werkt.